# Siegfried Schreiber
Siegfried Schreiber (* 1. Januar 1928 in Bertsdorf; † 22. September 1988 ebenda) war ein deutscher Bildhauer, Maler und Zeichner in der Lausitz.

## Leben

### Jugend
Siegfried Schreiber, Sohn eines Zimmermanns und Enkel des Bertsdorfer Malermeisters Paul Schreiber, wuchs in einem Elternhaus auf, das seinen Werdegang im künstlerischen Bereich bereits frühzeitig beeinflusst hat. Die Werkstatt des Großvaters wurde später Atelier Schreibers, der nach dessen Vorbild 1942 eine Lehre zum Dekorationsmaler in Zittau begann und seine praktische Ausbildung an der Zittauer Berufsschule bei Adolf Schorisch (1881–1966) fortführte. Neben Schorisch hatte auch der Bertsdorfer Künstler Richard Israel (1904–1963) entscheidenden Einfluss sowohl auf die handwerkliche Entwicklung, als auch auf die kunsttheoretische Kenntnis Schreibers. 1944 erhielt Schreiber eine Fortbildung an der Kunstgewerbeschule in Breslau, wo er im März 1945 sein Abschlusszeugnis als Dekorationsmaler erhielt. Gegen Kriegsende zum Volkssturm eingezogen, desertierte er und kehrte in sein Heimatdorf zurück.

### Akademische Ausbildung
Durch Richard Israel in seinem Bestreben bestärkt, eine akademische Laufbahn einzuschlagen, wurde Schreiber von ihm an andere Künstler vermittelt. Eine Aufnahme an der Dresdner Kunsthochschule scheiterte allerdings und Schreiber entschied sich für ein Malerei-Studium an der Hochschule für Baukunst und Bildende Künste in Weimar bei Fritz Dähn, Hans van Breek und Hermann Kirchberger. Der Formalismusstreit und die Umstrukturierung des Hochschulwesens in der neu gegründeten DDR, welche auch an der Weimarer Kunsthochschule zu prinzipiellen Differenzen innerhalb der Studentenschaft führte, bewegte viele der Studierenden zum Wechsel an andere Institutionen.
Als Schreiber 1951 an die Kunsthochschule in Dresden wechselte, hatte sich sein künstlerisches Interesse bereits weitestgehend auf die Bildhauerei spezialisiert, daraufhin setzte er sein Studium nicht mehr als Maler, sondern gleich in der Bildhauerklasse u. a. bei Eugen Hoffmann fort. Doch statt das Studium abzuschließen, reiste er nach München und verbrachte vier Jahre in den bayerischen Alpen in Reit im Winkl, wo er eine intensive Maltätigkeit entwickelte und sich als Forstarbeiter verdingte.

### Freischaffender Künstler in Bertsdorf
1955 heiratete er Rosemarie Meyer, aus deren Ehe drei Kinder hervorgingen. Neben der Ausübung seines künstlerischen Berufes war Schreiber zudem als Zeichenlehrer und Skitrainer im Zittauer Gebirge tätig. Ab 1956 schließlich ließ er sich endgültig als freischaffender Künstler in seinem Heimatort Bertsdorf nieder. Hier begann sich seine bildnerische Tätigkeit vollends auszuprägen und die Malerei wurde, abgesehen von vereinzelten Aquarellen, die von der tiefen Verbindung zu seiner Lausitzer Heimat zeugen, gänzlich zurückgedrängt. Die Einrichtung eines Ateliers im Geburts- und Elternhaus Schreibers und die Konstruktion eines eigenen Gussofens ermöglichten ihm künstlerische Freiheit und Unabhängigkeit fern aller akademischen Zwänge, deren er sich einst mit dem vierjährigen Rückzug in die Alpenlandschaft zu entziehen wusste. Schreibers stark tradierte Orientierung an bildnerischen Vorläufern wie Wilhelm Lehmbruck, Georg Kolbe oder Auguste Rodin (die er auch zu seinen Vorbildern zählte) findet sich in seinem Werk in einer formgebundenen, naturgemäßen Gestaltung der Bronzen wieder, die wenig Innovation und Suche nach neuen Ausdrucksformen zulässt. Diese Bodenständigkeit und das sich des direkten Anknüpfens an bildnerische Traditionen bewusste Schaffen ist dennoch von einer gewissen Eigenständigkeit geprägt, die über alle aktuelle Stilfindungen hinweg eine eigene Bildsprache entwickeln konnte. Siegfried Schreiber blieb trotz seiner großen Heimatverbundenheit nicht nur regional bekannt, sondern war einer der gefragtesten Bildhauer der DDR.
Er war Mitglied des Verbands Bildender Künstler der DDR (VBK), hatte eine bedeutende Anzahl von Einzelausstellungen und war auf den meisten wichtigen zentralen Ausstellungen der DDR vertreten, u. a. von 1967 bis 1988 auf allen Deutschen Kunstausstellungen bzw. Kunstausstellungen der DDR in Dresden. Werke Schreibers waren auch in Budapest, Bonn oder München zu sehen.

## Werk
Das Werk Siegfried Schreibers wird im Wesentlichen durch seine großplastischen Arbeiten, von denen viele im öffentlichen Raum aufgestellt wurden (z. B. Schaukelnde Kinder in Görlitz, Ringende Knaben ehemals in Dresden), repräsentiert. Schreibers Arbeiten im großplastischen Bereich sind von einer konsequenten Anthropozentrik bestimmt. Immer wieder sind es die Menschen, in deren innerer und äußerer Bewegung sich die gestalterische Kraft Schreibers auszudrücken versucht. Die strenge Formgebundenheit wird nur von der feinen Körnung und der gelegentlichen Aussparung naturgetreuer Details aufgelockert. Schroffe oder gar aufgerissene Oberflächen mit groben Verwerfungen sucht man in Schreibers Werk vergeblich. Insbesondere seine Einzelfiguren sind von einer selbstlosen Genügsamkeit und in sich ruhender Kraft erfüllt, die in der Geschlossenheit des Ganzen liegen.
Auch viele der Kleinplastiken, die oft um ein Thema variiert wurden und häufig Anregungen aus dem Sport und der Bewegung des menschlichen Körpers erfahren haben, sind oft Ausgangspunkt für Schreibers großplastisches Gestalten gewesen. Neben den bekannten Plastiken von Frauenleibern und den kleineren Bronzen, die eher statische und in sich ruhende Arbeiten Schreibers sind, war es vor allem das Dynamische und das Bewegungsmoment des Sports, was ihn vermehrt zur Darstellung von Figurengruppen ermuntert hat. Neben Fußballspielern beim Torjubel (Tor! (Fußballspieler)) und Radrennfahrern im Endspurt (Spurt (zwei Rennfahrer)) hat Schreiber häufig auf die Gestaltung von Gruppen zurückgegriffen, die Momentaufnahmen aus dem Alltag zeigen, aber darüber hinaus von einer Dynamik erfüllt sind, die seiner genauen Beobachtung sportlich motivierter Bewegungsabläufe zu verdanken sind. Neben Kleinbronzen wie den Läufern, den Ballspielern und Baumgartels Sturz finden sich so auch Motive wie Der Wasserscheue, Ins Wasser (Badende) und Luftmatratze, deren bildnerische Mittel Schreiber nicht immer nur auf die Darstellung kleiner Personengruppen beschränken wollte, sondern durchaus Variationen mit mehreren Figuren durchgearbeitet hat.
Trotz der nur im Frühwerk und gelegentlich im Verlauf der späteren bildhauerischen Spezialisierung geschaffenen Arbeiten in der Malerei, erzielte Siegfried Schreiber auch auf diesem Gebiet beachtenswerte Ergebnisse, die meist als Aquarell, aber auch in Öl ausgeführt wurden. Diese verarbeiten in betont expressiver Manier Eindrücke aus der Bergwelt der Alpen in den fünfziger Jahren oder die heimatliche Umgebung des Zittauer Gebirges in farblich nüchternen Aquarellen. Darüber hinaus arbeitete Schreiber auch auf dem Gebiet der Medaillenkunst, deren Gestaltung sich neben den üblichen Gedenk- und Jubiläumsanlässen auf Ereignisse bezog, die ihm Gelegenheit gaben, seine Verbundenheit mit dem Sport zu verdeutlichen.
Heiner Protzmann hat zu allen bekannten Arbeiten Siegfried Schreibers ein Werkverzeichnis (WV 1991) erstellt. Unter teilweiser Einbeziehung des Nachlasses entstand in Zusammenarbeit von Ophelia Rehor, Marius Winzeler und Jürgen Matschie ein neues, überarbeitetes Werkverzeichnis, das das Œuvre Schreibers vollständig katalogisiert.
Neben seinem künstlerischen Schaffen sind auch seine Leistungen als Kletterer hervorzuheben, u. a. die Erstbesteigung des Kelchsteins, des schwierigsten Gipfels im Zittauer Gebirge.

## Ehrungen
- 1958, 1960 und 1967: Preis des Kleinplastikwettbewerbes des Verbandes Bildender Künstler der DDR
- 1959: Preis der Weltfestspiele der Jugend in Wien
- 1963: Bronzemedaille der Ausstellung zum IV. Turn- und Sportfest Leipzig
- 1967 und 1972: Kunstpreis des Deutschen Turn- und Sportbundes
- 1972: Kunstpreis des Edelstahlwerkes Freital
- 1986: Kunstpreis der DDR[3]
- postum 1991: Ernst-Rietschel-Kunstpreis

## Werke (Auswahl)
- Handstand, Kleinplastik, Zinnguss im Wachsausschmelzverfahren[4]
- Schaukelnde Kinder, Bronze, 100 × 131 × 45 cm, 1970 (Städtisches Klinikum Görlitz)
- Ringende Knaben, Bronze, 74 × 150 × 75 cm, 1971/72 (Museum Bautzen, Kunstsammlung; Eisenhüttenstadt, Diehloer Straße)
- Baumgartels Sturz, Bronze, 19,4 × 22 × 8 cm, 1977 (Kulturhistorisches Museum Görlitz)
- Spurt (zwei Rennfahrer), Bronze, 30,2 × 43 × 23,3 cm, 1977
- Stehende (Rosel I), Bronze, 155 × 49 × 45 cm, vor 1980 (Reichenbach/O.L., vor dem Hotel Reichenbacher Hof)
- Im Ziel (Läufergruppe), Bronze, 50,4 × 49,5 × 30 cm (Sportmuseum Berlin)
- Stehende, rechts gebeugt mit verschränkten Armen, Bronze, 60 × 14 × 13 cm, 1981 (Städtische Museen Zittau)
- Stehendes Mädchen (Steffi), Bronze, 155 × 42,5 × 37 cm, 1984 (Eisenhüttenstadt, Diehloer Straße)

## Museen und öffentliche Sammlungen mit Werken Schreibers (mutmaßlich unvollständig)
- Bautzen: Museum Bautzen
- Dresden: Skulpturensammlung[5]
- Dresden: Sächsischer Kunstfonds[5]
- Dresden: Münzkabinett[5]
- Frankfurt (Oder): Brandenburgisches Landesmuseum für moderne Kunst (vormals Museum Junge Kunst)
- Gera: Otto-Dix-Haus
- Görlitz: Kulturhistorisches Museum Görlitz
- Leipzig: Sportmuseum Leipzig
- Magdeburg: Kunstmuseum Kloster Unser Lieben Frauen
- Rostock: Kunsthalle Rostock
- Senftenberg: Kunstsammlung Lausitz
- Zittau: Städtische Museen Zittau

## Ausstellungen (Auswahl)
- 1973: Kleine Galerie, Zittau
- 1986: Leipzig, Klubgalerie G.- W.-Leibniz-Klub (mit Rudi Wünsche)
- 1986: Galerie Kunst der Zeit, Dresden

### Postum
- 1991: Galerie Rähnitzgasse, Dresden
- 2001: Galerie am Wasserturm, Berlin
- 2008: Städtische Museen Zittau, Museum Bautzen, Kulturhistorisches Museum Görlitz, Museum Dittelsdorf